# Flugplatz Bremgarten

i7
i11
i13
Der Flugplatz Bremgarten (ICAO-Code: EDTG) ist ein Sonderlandeplatz und ehemaliger Militärflugplatz auf dem Gebiet der Gemeinden Hartheim-Bremgarten und Eschbach in der baden-württembergischen Region Breisgau. Er wird durch die Sportfluggruppe Immelmann und einige Unternehmen genutzt, die in der Luftfahrt tätig sind. Auf dem Gelände der ehemaligen Militärbasis entstand der interkommunale Gewerbepark Breisgau, dessen Betreibergesellschaft auch den Flugplatz unterhält. Im Jahr 2011 verzeichnete der Flugplatz rund 45.000 Flugbewegungen.

## Geschichte

### BA.136 Bremgarten
Im Jahr 1950 beschloss die NATO den Bau einer Basis für die französische Armée de l’air südwestlich von Freiburg i. Br. in unmittelbarer Nachbarschaft der Gemeinde Bremgarten. Die Arbeiten begannen 1952. Weiter nördlich in der badischen Rheinebene entstanden zu dieser Zeit die Militärflugplätze Söllingen und Lahr. Namensgebend für den hiesigen Flugplatz war die damals noch eigenständige Gemeinde Bremgarten, weil dort die Bauleitung untergebracht war. Die Gebäude entstanden überwiegend auf der Gemarkung der Gemeinde Eschbach, die zur Garnisonsgemeinde wurde. Anfang 1954 war die Infrastruktur fertiggestellt.

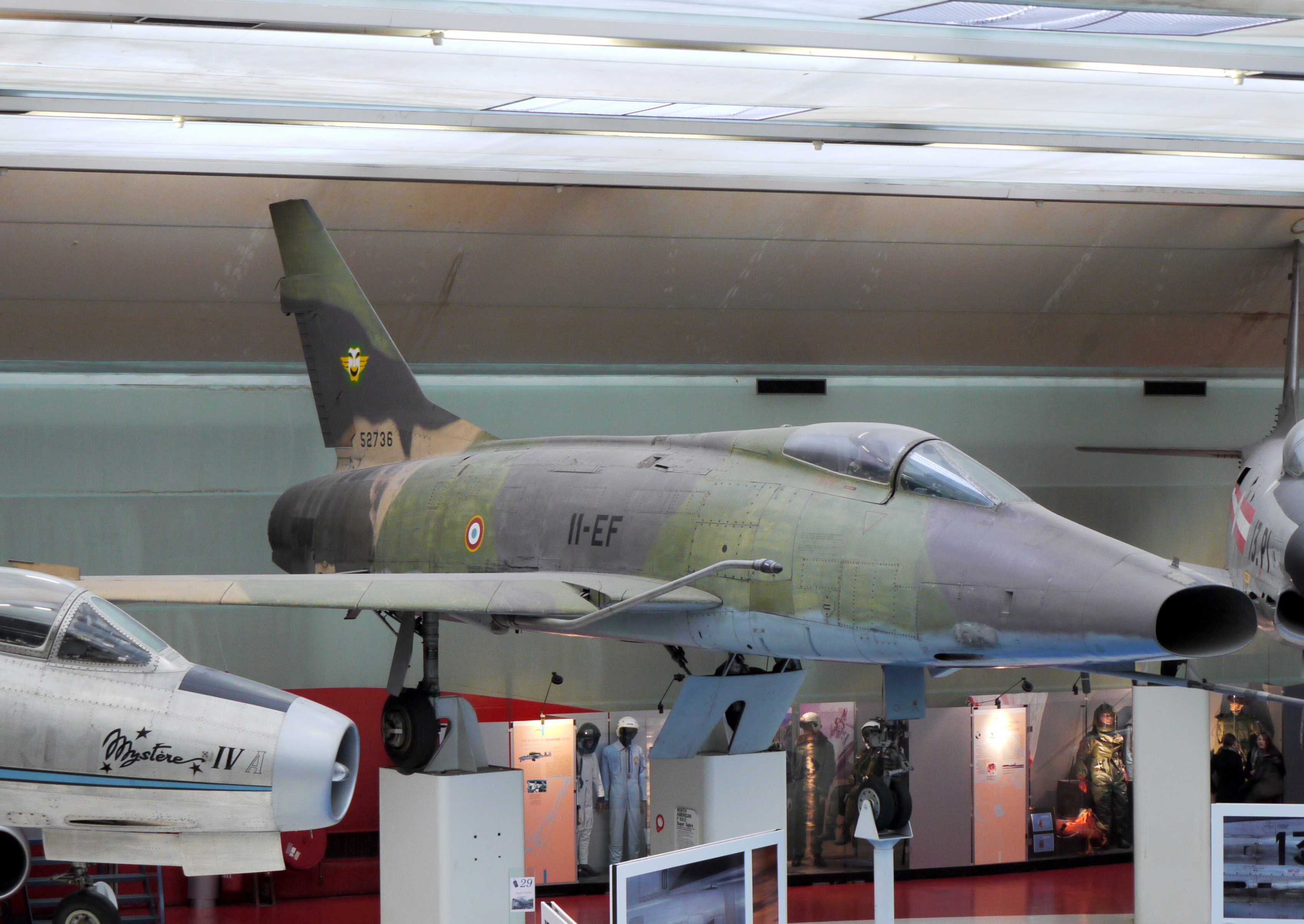
Bremgartener F-100 in Le Bourget

Am 31. März verlegte die Base aérienne Tactique 136 (BAT.136) von Friedrichshafen auf den neuen Platz in der Nähe der Rheingrenze zu Frankreich. Sie diente zunächst als Basis der 4e demi-brigade de chasse, einem Jagdfliegerverband, der mit der Dassault Ouragan ausgerüstet war. Später flog man die Republic F-84.
Zum 1. Juli 1961 wurde der Flugplatz, nachdem die 4. Halb-Brigade den Breisgau im Vormonat verlassen hatte, in Base aérienne d’Opération 136 (BAO.136) umgetauft. Bremgarten wurde Heimat der 11e Escadre de chasse, einem weiteren Jagdverband, der mit der F-100D/F Super Sabre ausgestattet war.
Bereits 1963 erhielt der Platz die allgemeinere Bezeichnung Base aérienne 136, und zum 1. September 1964 wurde die Basis zusätzlich Heimat der Sikorsky H-34A der L’Escadron d’Hélicoptères 1/67, die vorher als L’Escadron d’Hélicoptères Lourds 3/23 im benachbarten Lahr gelegen hatte. Die Staffel wurde aber bereits zum 1. März 1966 wieder aufgelöst.
Nachdem Frankreich angekündigt hatte, sich aus den militärischen Strukturen der NATO zurückzuziehen, zog die Armée de l’air komplett aus Deutschland ab. Die 11e EC verlegte Ende September 1967 nach Toul-Rosières, einer Air Base, die zuvor von der USAFE benutzt worden war und fortan ebenfalls als BA.136 bezeichnet wurde.
Bis zu seiner Übergabe am 1. Mai 1968 an die Bundeswehr bezeichneten die FFA den Platz als Base aérienne et Moyens de Support et de Soutien 178 (BMSS.178).

### Fliegerhorst Bremgarten

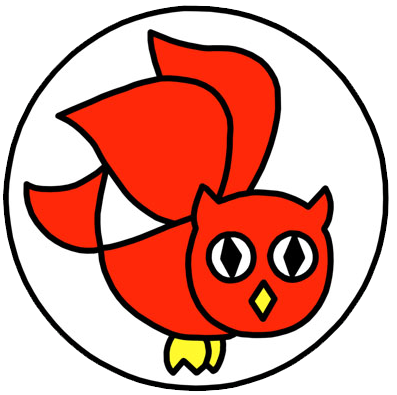
Wappen des AG 51

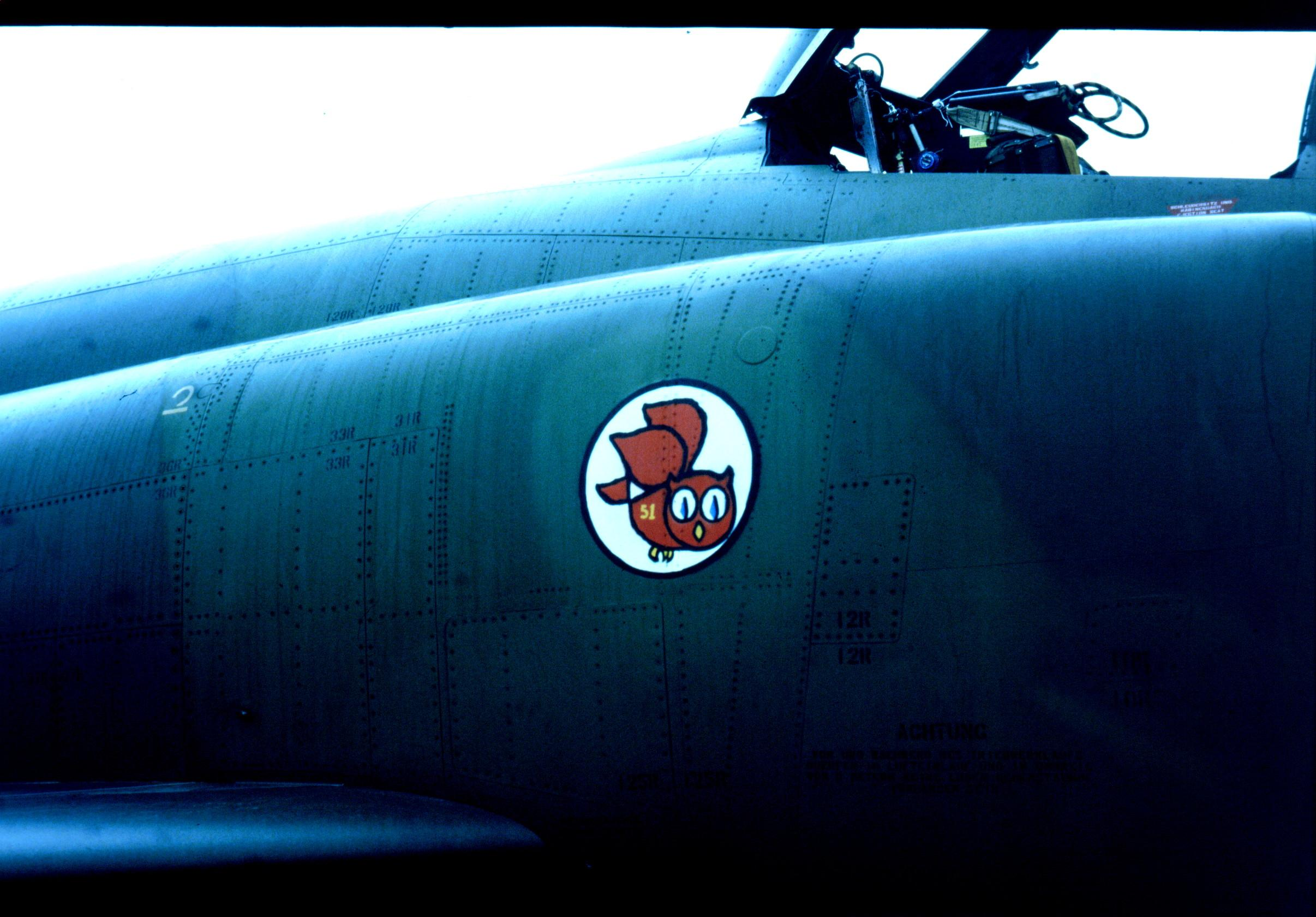
Das Eulenwappen des AG51 auf einer RF-4E Phantom II

Kurz nach der Übergabe des Flugplatzes an die Luftwaffe traf am 20. Mai 1968 ein Vorauskommando des Aufklärungsgeschwaders 51 (AG 51) ein, des fliegenden Verbands, der bis zur Schließung des Fliegerhorstes hier beheimatet sein sollte. Im folgenden Jahr wurde die Verlegung abgeschlossen.
Die Immelmänner, so der Spitzname in Anlehnung an den offiziellen Beinamen der Einheit, flogen zunächst die
RF-104G Starfighter. Anfang 1971 traf die erste RF-4E Phantom II ein, der Flugzeugtyp, der fortan das Bild in Bremgarten für zwei Jahrzehnte bestimmte. Das (alte) AG 51 wurde nach dem Fall der Berliner Mauer zum 31. März 1993 aufgelöst. Bis Ende 1995 nutzte die Deutsch-Französische Brigade große Teile des Geländes, seitdem werden noch die Schießanlage und ein Übungsgelände im südwestlichen Bereich militärisch genutzt.

### Zivile Umnutzung
Zum 1. Oktober 1994 gründeten zwölf kommunale Gebietskörperschaften den Zweckverband Gewerbepark Breisgau. Neben den Gemeinden Hartheim und Eschbach sowie den ebenfalls mit kleineren Gemarkungsflächen betroffenen Städten Heitersheim und Neuenburg am Rhein sind die Stadt Freiburg, der Landkreis Breisgau-Hochschwarzwald und weitere Kreisgemeinden beteiligt. Das operative Geschäft führt seit 1. Januar 1998 die vom Zweckverband gegründete Gewerbepark Breisgau GmbH, an der auch regionale Kreditinstitute beteiligt sind. Seit 6. Juni 1997 besteht der Sonderlandeplatz. Der ICAO-Code des Flugplatzes wurde nach Aufgabe des Fliegerhorstes von EDSG in EDTG geändert, die genutzte Startbahn wurde um über 1000 Meter verkürzt.

## Schutzgebiete
Bereits 1992 wurden im Auftrag der Bezirksstelle für Naturschutz und Landschaftspflege Freiburg Studien zur Vegetation, zu Tagfaltern, Heuschrecken und zur Vogelwelt durchgeführt, um die Bedeutung der Wiesenflächen im Bereich der Start- und Landebahn zu ermitteln.
Die untersuchten Wiesen enthielten über 270 Pflanzenarten, von denen sich 18 auf der Roten Liste befanden. Dazu gehörten Flügelginster, Eselsdistel und Arznei-Thymian. Von den 21 gefundenen Heuschrecken-Arten, befanden sich folgende sieben Arten auf der Roten Liste: Grüne Strandschrecke, Europäische Gottesanbeterin, Blauflügelige Sandschrecke, Weinhähnchen, Blauflügelige Ödlandschrecke, Westliche Beißschrecke und Wiesengrashüpfer. 1993 wurden zudem einige Exemplare der Braunfleckigen Beißschrecke in der Flugplatzumgebung gefangen. Auslöser dieser Suche waren Sichtungen der in Deutschland ausgestorben geglaubten Art auf dem Truppenübungsplatz Müllheim im Markgräflerland und dem Flugplatz Freiburg.
Fünf der 44 entdeckten Tagfalter-Arten gehörten zum Schutzprogramm von Baden-Württemberg für Schmetterlingsschutzgebiete. Diese waren Blaukernauge, Weißer Waldportier, Kleiner Perlmuttfalter, Kurzschwänziger Bläuling und Malven-Dickkopffalter.
Bei den Vögeln wurden 90 Arten gesichtet, von denen sich 41 auf der Roten Liste von Baden-Württemberg befanden. Darunter war der Große Brachvogel, für den der Flugplatz der einzige Brutplatz im Markgräflerland war. Daneben wurden auch Wachtel, Feldlerche, Nachtigall, Schwarzkehlchen, Orpheusspötter, Saatkrähe, Grauammer und Braunkehlchen registriert. Für letztere, in Baden-Württemberg stark gefährdete Art war der Flugplatz der einzige bekannte Brutplatz in der rechtsrheinischen südlichen Oberrheinebene.
Im Frühjahr 1994 wurde bekannt, dass Start-, Lande- und Rollbahnen an Daimler-Benz verpachtet und bereits für Testfahrten von Nutzfahrzeugen genutzt wurden und weiterhin werden sollten. Daraufhin stellten die Naturschutzverbände am 4. März 1994 für das gesamte westliche Teilgebiet und die Kiesgrube einen Antrag auf Ausweisung als Naturschutzgebiet.
Anfang 1999 wurden mehrere Flächen im Bereich des Flughafens zum Natur- und Landschaftsschutzgebiet erklärt. Neben den Gemarkungen von Bremgarten-Hartheim und Eschbach waren hiervon auch die beiden Städte Heitersheim und Neuenburg betroffen. Diese insgesamt 276 Hektar teilen sich auf in rund 109 Hektar für das Landschaftsschutzgebiet sowie 158 Hektar für das Naturschutzgebiet.

### Naturschutzgebiet
Das Naturschutzgebiet besteht aus zwei Teilgebieten: Eines umfasst wesentliche Teile der Wiesenflächen nordwestlich der Parallelrollbahn einschließlich der Start- und Landebahn, der Parallelrollbahn und der zur Start- und Landebahn führenden Verbindungswege (Nordosten, Norden und Osten) bis hin zur Kreisstraße 4998 (im Südwesten), den Waldrändern der beiden militärisch genutzten Wäldchen sowie der »Ringstraße« (Nordwesten).
Das zweite Teilgebiet wird von der ehemaligen Kiesgrube gebildet, die sich im Süden des Gewerbeparks Breisgau befindet. Ihre Grenzen befinden sich in rund 40 m Abstand zur Max‑Immelmann‑Allee, entlang des oberen östlichen Randes der Kiesgrube sowie am Böschungsfuß der K 4998 (Süden).
Das Naturschutzgebiet dient der Erhaltung und Entwicklung des letzten größeren zusammenhängenden Wiesengebietes in der Oberrheinebene südlich des Kaiserstuhls mit Vorkommen von Magerrasen, Glatthaferwiesen, Pionierrasen und weitgehend offenen Kiesflächen als Lebensraum zahlreicher seltener, teilweise stark gefährdeter oder streng geschützter Tier- und Pflanzenarten. Zudem soll der Lebensraum erhalten werden, der durch die natürliche Sukzession in der aufgelassenen Kiesgrube entstanden ist und in dem zahlreiche seltene und gefährdete Tier- und Pflanzenarten vorkommen. Wiesenbrüter- und Insekten-Lebensgemeinschaften sollten zudem durch extensive Nutzung des Grünlandes geschützt werden.

### Landschaftsschutzgebiet
Das Landschaftsschutzgebiet schließt sich im Norden, Osten und Südosten unmittelbar an das Naturschutzgebiet an und wird von der »Ringstraße« im Nordosten des Flugplatzes begrenzt sowie von der ehemaligen Erschließungsstraße entlang des Flugfeldes am Rande des Gewerbeparks und dem Geh- und Radweg der K 4998 im Südwesten. Es besteht aus den Wiesenflächen östlich der Parallelrollbahn entlang des Flugfeldes und weitere landwirtschaftlich genutzte Flächen im Norden und Nordwesten des Flugplatzes sowie das nördliche Wäldchen.
Es steht in enger Verbindung mit den im Naturschutzgebiet beheimateten Tierarten und soll landwirtschaftlich genutzte Flächen erhalten, die von ihnen zur Nahrungssuche genutzt werden. Ebenso soll das Wäldchen erhalten werden, das einigen ihnen als Teillebensraum dient. Generell dient das Landschaftsschutzgebiet der Sicherung des Naturschutzgebietes und soll seine Verwirklichung ermöglichen.
Im Landschaftsschutzgebiet selbst nutzen einige Wiesenvogelarten die landwirtschaftlich genutzten Flächen als Brutplatz. Das Wäldchen soll zudem für wald- und waldrandbewohnende Tier- und Pflanzenarten erhalten werden.
Erlaubt sind im Landschaftsschutzgebiet unter bestimmten Auflagen die ordnungsgemäße landwirtschaftliche und forstwirtschaftliche Bodennutzung sowie die ordnungsgemäße Ausübung der Jagd.